# Jiří Pospíšil (cyclisme)
Pour les articles homonymes, voir Jiří Pospíšil et Pospíšil.
Jiří Pospíšil (né le 26 février 1973 à Bakov) est un coureur cycliste tchèque. Spécialiste du cyclo-cross, il a été trois fois champion de République tchèque de cyclo-cross.

## Palmarès et classements

### Palmarès sur route
- 1991
  - Classement général de la Course de la Paix juniors

### Palmarès en cyclo-cross
- 1990-1991
  -  Médaillé d'argent au championnat du monde de cyclo-cross juniors

- 1995-1996
  -  Champion de République tchèque de cyclo-cross
  - Cyclo-cross de Kolin
  - Cyclo-cross de Kosumberg

- 1996-1997
  - Cyclo-cross de Teplice
  - Cyclo-cross de Sankt-Gallen
  - Cyclo-cross de Lostice
  - Cyclo-cross de Holé Vrchy
  - Cyclo-cross de Magstadt

- 1997-1998
  - Cyclo-cross de Mlada Boleslav
  - Cyclo-cross de Mlada Boleslav
  - Cyclo-cross de Cologne
  - Cyclo-cross de Holé Vrchy
  - Cyclo-cross d'Igorre
  - Cyclo-cross de Mlada Boleslav

- 1998-1999
  -  Champion de République tchèque de cyclo-cross
  - Cyclo-cross de Podborany
  - Cyclo-cross de Namest
  - Cyclo-cross de Mlada Boleslav
  - Cyclo-cross de Hermanuv Mestec
  - Cyclo-cross de Trèves
  - Cyclo-cross d'Orlová

- 1999-2000
  - Cyclo-cross de Loštice
  - Cyclo-cross de Ostelsheim

- 2000-2001
  - Cyclo-cross de Ostelsheim
  - Cyclo-cross de Dagmersellen

- 2001-2002
  -  Champion de République tchèque de cyclo-cross
  - Cyclo-cross de Steinmaur
  - Cyclo-cross de Louny
  - Cyclo-cross de Podborany
  - Cyclo-cross de Ostelsheim
  - Cyclo-cross de Plzen

- 2002-2003
  - Cyclo-cross de Podborany
  - Cyclo-cross de Lostice
  - Cyclo-cross d'Ostelsheim
  - Cyclo-cross de Holé Vrchy
  - Cyclo-cross de Zürich-Waid
  - Cyclo-cross de Meilen
  - Cyclo-cross d'Aigle

- 2003-2004
  - Cyclo-cross de Holé Vrchy
  - Cyclo-cross d'Ostelsheim
  - Cyclo-cross de Rüti
  - Cyclo-cross de Meilen
  - Cyclo-cross de Podborany
  - Cyclo-cross d'Igorre

- 2004-2005
  - Cyclo-cross de Podborany
  - Cyclo-cross de Hlinsko
  - Cyclo-cross de Kayl
  - Cyclo-cross de Holé Vrchy
  - Cyclo-cross de Hittnau
  - Cyclo-cross de Dagmersellen
  - Cyclo-cross de Herford

### Classements
| Épreuve / Édition                 | 1995/1996 | 1996/1997 | 1997/1998 | 1998/1999 | 1999/2000 | 2000/2001 | 2001/2002 | 2002/2003 | 2003/2004 | 2004/2005 |
| Championnat du monde              | 17e       |           | 26e       | 9e        | 27e       | 5e        | 40e       | 9e        | 13e       |           |
| Coupe du monde                    |           |           | 10e       |           |           | 9e        | 6e        |           |           |           |
| Championnat de République tchèque | 1er       | 2e        | 2e        | 1er       |           | 2e        | 1er       | 3e        |           |           |